# Eruvatti
Eruvatti  es una ciudad censal situada en el distrito de Kannur en el estado de Kerala (India). Su población es de 16905 habitantes (2011). Se encuentra a 37 km de Kannur.

## Demografía
Según el censo de 2011 la población de Eruvatti era de 16905 habitantes, de los cuales 7769 eran hombres y 9136 eran mujeres. Eruvatti tiene una tasa media de alfabetización del 97,05%, superior a la media estatal del 94%: la alfabetización masculina es del 98,25%, y la alfabetización femenina del 96,05%.